# 交換相関エネルギー
交換相関エネルギー（こうかんそうかんエネルギー、英: exchange–correlation energy）は、交換相互作用、相関相互作用（電子の相関）によるエネルギーのこと。